# 慈雲院 (弘前市)
慈雲院（じうんいん）は青森県弘前市新寺町にかつて所在していた黄檗宗の寺院。現在、廃寺となり、跡地は青森県立弘前高等学校の校地となっている。

かつては京都萬福寺の末寺で、黄檗宗改宗以前は曹洞宗 長勝寺 の末寺。山号は法雲山。｢日本歴史地名大系第2巻｣では津軽藩で富籤を初めて行った寺院と推測されている。

津軽藩藩校督学の兼松三郎誠の葬所でもある。

## 歴史
開山は｢長勝寺並寺院開山世代帳｣では長勝寺12世住持の蛇鷹泉竜、｢新選陸奥国誌｣では開山を秀国とする。

### 前身
｢長勝寺並寺院開山世代帳｣では長勝寺12世の蛇鷹泉竜を開山として浅瀬石村（現在の青森県黒石市）にて創建され、酉の年に廃寺となったとしており、｢日本歴史地名大系第2巻｣では廃寺は寛文9年（1669年）のことと推測している。
｢曹洞宗諸寺院諸縁起｣では慶長年中に弘前城下に移転したとされている。

### 黄檗宗に改宗以降
国立史料館の｢享和三年寺社領分限帳｣（1803年）によると津軽信寿治世中の享保10年（1725年）に黄檗宗寺院を弘前城下に建立することになり、当時、既に廃寺になっていた長勝寺末の当院を黄檗宗に改宗させて建立したとある。
｢新選陸奥国誌｣では万福寺末で開山を秀国、開基を南宗とする。
｢葛西彦六日記｣では文化9年8月（1812年）に当院において富籤が行われたが、これを｢日本歴史地名大系第2巻｣では津軽藩での富籤の初めと推測している。
明治10年(1877年)に兼松三郎が埋葬される。明治以降は衰退して、大正4年（1915年）に青森県立弘前中学校（現在の青森県立弘前高等学校）の校地拡張により、廃寺、消滅する。
兼松の墓碑は長勝寺に移された。